# コルベルク (軽巡洋艦)
コルベルク（ドイツ語: SMS Kolberg）はドイツ海軍の巡洋艦。コルベルク級小型巡洋艦の一隻。

## 艦歴
「コルベルク」はエルザッツ・グライフとして発注され、1908年初めにダンツィヒのSchichau-Werke造船所で起工。1908年11月14日進水。1910年6月21日就役。 
就役後、「コルベルク」はドイツ艦隊の偵察部隊に属した。1914年10月14日、「コルベルク」は敷設巡洋艦「ナウティルス」と共にフォース湾沖への機雷敷設のため北海へ進出したが、イギリス軍がドッガーバンク沖で活動中であることに気づくと作戦を中止して引き返した。「コルベルク」が第一次世界大戦で最初に参加した大きな作戦は1914年12月15、16日のスカーバラ、ハートルプールおよびウィトビー襲撃であった。「コルベルク」は他3隻の巡洋艦と共に第2偵察群に配属されており、その任務はフランツ・フォン・ヒッパー少将率いる第1偵察群の巡洋戦艦部隊の護衛であった。巡洋戦艦が砲撃を行う間、「コルベルク」はイギリス沿岸沖に100個の機雷を敷設した。帰路天候が悪化したため、巡洋艦は単独で主力艦隊との合流地点へ向かうようヒッパーは命じたが、すでに巡洋戦艦部隊と合流していた「コルベルク」はそのまま巡洋戦艦部隊と共に航行した。 
1915年1月24日、ドッガー・バンク海戦に参加。海戦は「コルベルク」がイギリス巡洋艦「オーロラ」と遭遇したとこから始まり、両艦は砲火をかわし、両軍の巡洋戦艦部隊を戦闘に引き込んだ。「コルベルク」は「オーロラ」に2発の命中弾を与えたが、「オーロラ」も「コルベルク」に2発命中させた。「コルベルク」への命中弾の内、1発は水線下に、もう1発は水線上に命中し、戦死者2名を出した。1915年8月、「コルベルク」はバルト海へ入りリガ湾の戦いに参加。「コルベルク」はリガ湾内への攻撃部隊の一部として、3個半水雷艇隊の嚮導艦を務めた。10日、Utö島砲撃のため巡洋戦艦「フォン・デア・タン」と合流したが、潜水艦発見の報告が多数あったためドイツ軍は撤退した。8月15日か16日にロシア潜水艦が「コルベルク」へ魚雷1本を発射したが外れた。
1917年11月、別のリガ湾への攻撃、アルビオン作戦で「コルベルク」はバルト海に戻った。このとき「コルベルク」は巡洋艦「アウクスブルク」、「シュトラースブルク」とともに第6偵察群に配属され、その旗艦であった。1917年10月14日、3隻の巡洋艦はリガ湾での掃海作業の護衛のためリバウから出航した。接近時にロシアの12インチ沿岸砲からの攻撃を受けて一時的に退避を余儀なくされたが、8時45分までにMikailovsk Bankに停泊し、機雷原内に道をつくるための掃海作業が開始された。二日後、「コルベルク」と「シュトラースブルク」はリガ湾掃討のため弩級戦艦「ケーニヒ」、「クローンプリンツ」と合流した。続いて発生した戦闘でドイツの戦艦はロシア戦艦「スラヴァ」を撃破し、「グラジュダニーン」を湾外へ追い払った。同日、「コルベルク」はリガ湾内に入りムフ島Woiのロシア軍砲台と13時35分から10分間交戦した。ロシア側からの反撃が無かったため「コルベルク」は砲撃をやめ14時25分に「シュトラスブルク」とともにKleinen Soundに停泊。Woiのロシア軍の砲を奪取するため40人の部隊が編成され、15時45分に島に上陸した。そして17時30分までには砲を奪取し使用不能にした。
1918年には「コルベルク」は海防艦に格下げとなった。1919年11月5日に除籍され、1920年4月28日にシェルブールでWという名称でフランスに引き渡された。そしてフランス海軍の「コルマール（Colmar）」として就役。1924年、「コルマール」は旧式装甲巡洋艦「ジュール・フェリー」とともにアジアの植民地巡回任務に割り当てられた。1924年9月、2隻は上海での暴動に対する約1800人の多国籍上陸部隊に人員を派出した。1927年7月21日除籍。2年後にブレストで解体。